# Military Intelligence

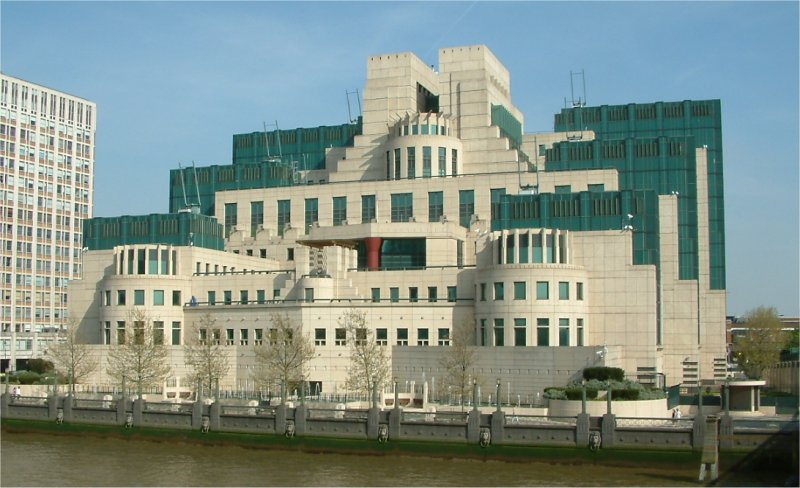
L'Edificio SIS, dal 1994 sede dell'intelligence britannica, a Vauxhall Cross, Londra

Military Intelligence (MI) viene definita comunemente la comunità dei servizi segreti del Regno Unito, ufficialmente United Kingdom intelligence community. Fino al 2001 era esclusivamente militare.

## Storia
Nel 1895 la responsabilità delle informazioni militari venne assunta direttamente dal comandante in capo e allo scoppio della seconda guerra boera nel 1899, contava 13 ufficiali.
L'attività del servizio di intelligence britannica ha inizio nel 1909 con il Secret Service Bureau, come iniziativa congiunta dell'Ammiragliato britannico e del Ministero della Guerra. Esso nel corso del prima guerra mondiale (1915) fu ridenominato Military Intelligence e suddiviso in varie sezioni, individuate ordinariamente con la sigla MI seguita dal numero della sezione, dipendenti dal Directorate of Military Intelligence del ministero della Guerra.
Nel corso della sua esistenza la direzione dell'Intelligence Militare subì diversi cambiamenti organizzativi ed alcune sezioni divennero autonome, l'MI5 nel 1931 mentre l'MI6 nel 1922, alle dipendenze del Foreign Office. Nel luglio 1940 fu costituito il SOE (Special Operations Executive), per operazioni clandestine e sabotaggi nei Paesi occupati dai tedeschi durante la seconda guerra mondiale. 
Dal 1964 le competenze del ministero della Guerra sono passate al neo ministero della Difesa (MoD), e il direttorato del MI ha assorbito il Naval Intelligence Division e il Royal Air Force Intelligence nel neocostituito Defence Intelligence Staff.
Nel 1994 fu istituito l'Intelligence and Security Committee, il comitato parlamentare di controllo sui servizi.
Del 2001 è la nascita dell'intelligence civile, dipendente come il MI5 (che restano militari) dall'Home Office, con il National Criminal Intelligence Service, oggi incorporato nel National Crime Agency.

## Dipartimenti
Le suddivisioni originariamente erano:
- MI1: forzatura dei codici segreti (oggi GCHQ)
- MI2: Russia e Scandinavia
- MI3: Europa dell'est
- MI4: ricognizione aerea
- MI5: controspionaggio (Security Service)
- MI6: spionaggio (Secret Intelligence Service)
- MI7: propaganda
- MI8: intercettazione delle comunicazioni militari (vedi GCHQ)
- MI9: operazioni sotto copertura, liberazione dei prigionieri di guerra
- MI10: analisi delle armi
- MI11: Field Security Police
- MI12: censura militare
- MI13: (non attivo)
- MI14 e MI15: Germania
- MI16: spionaggio scientifico
- MI17: spionaggio militare "Head Office"
- MI18: (ignoto - forse mai attivato)
- MI19: interrogazione dei prigionieri di guerra.

## I servizi oggi
Anche se la dizione ufficiale è United Kingdom intelligence community, ancora oggi in Gran Bretagna ci si riferisce informalmente ai servizi segreti britannici con la sigla MI.
- Il controspionaggio britannico interno, il Security Service del ministero dell'interno, con la sigla MI-5;
- Il servizio segreto all'estero, il Secret Intelligence Service del ministero degli esteri, con la sigla MI-6[2].

Entrambi i servizi, con il GCHQ, sono sotto la formale direzione del Joint Intelligence Committee (JIC), assistito dal Joint Intelligence Organisation. L'altra agenzia che si occupa di intelligence e sicurezza nazionale e all'estero è il Government Communications Headquarters (GCHQ). Dipende direttamente dal ministero degli esteri ed è responsabile della sicurezza delle comunicazioni, con personale anche civile.
Il Defence Intelligence, dipendente dallo Strategic Command del ministero della Difesa, istituito nel 1964 dalla fusione dell'Air force intelligence e del Naval intelligence con il Directorate of Military intelligence.
Si occupa di cyber intelligence e dell'analisi dell'intelligence "all-source". Questa disciplina attinge informazioni da una varietà di fonti palesi e segrete per fornire le informazioni necessarie per supportare le operazioni militari, la pianificazione di emergenza e per informare la politica di difesa e le decisioni sugli appalti pubblici all'estero.
Con gli Special Branch della Polizia del Regno Unito, che si occupano di antiterrorismo, dal ministero dell'interno dipendeva anche il Serious Organised Crime Agency (SOCA), dal 7 ottobre 2013 National Crime Agency, agenzia che si occupa di antiterrorismo, antidroga e riciclaggio, in stretto contatto con la Polizia e il MI-5. Di antiterrorismo domestico si occupa anche l'Office for Security and Counter-Terrorism (OSCT).
Infine il National Ballistics Intelligence Service, che si propone di utilizzare il proprio database per memorizzare le informazioni balistiche su tutti i casi che coinvolgono armi da fuoco.

### Elenco
- Secret Intelligence Service (MI6)
- Security Service (MI5)
- Defence Intelligence (DIS)
- Government Communications Headquarters (GCHQ)
- Joint Intelligence Committee (JIC)
- National Crime Agency
- Intelligence Corps
- National Criminal Intelligence Service (NCIS) - organismo di polizia
- Police Intelligence - organismo di polizia
- Special Branch
- National Ballistics Intelligence Service